# NGC 351
NGC 351 è una galassia a spirale situata nella costellazione della Balena.
Fu scoperta il 10 novembre 1885 da Lewis Swift.

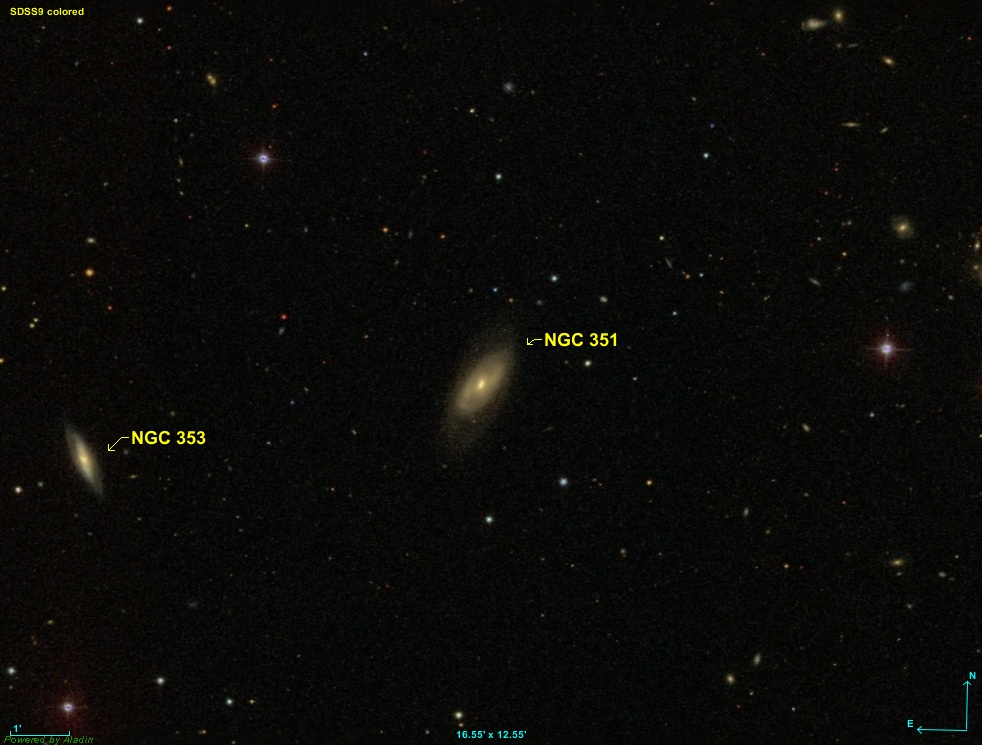
NGC 351 e NGC 353 (SDSS)